# WTA-toernooi van Toyota
Het WTA-toernooi van Toyota (officieel Toyota Princess Cup) was een tennistoernooi voor vrouwen dat van 1997 tot en met 2002 plaatsvond in de Japanse hoofdstad Tokio.
De WTA organiseerde het toernooi, dat in de categorie "Tier II" viel en werd gespeeld op de hardcourtbanen van het Ariake tennispark.
Er werd door 28 deelneemsters per jaar gestreden om de titel in het enkelspel (de vier hoogst geplaatste speelsters kregen een vrijstelling voor de eerste ronde), en door 16 paren om de dubbelspeltitel. Aan het kwalificatietoernooi voor het enkelspel namen 32 speelsters deel, met vier plaatsen in het hoofdtoernooi te vergeven.
De voorganger van dit toernooi is het WTA-toernooi van Nichirei dat van 1990 tot en met 1996 op dezelfde locatie plaatsvond.

## Meervoudig winnaressen enkelspel
| speelster       | aantal titels | in de jaren |
| --------------- | ------------- | ----------- |
| Monica Seles    | 2             | 1997, 1998  |
| Serena Williams | 2             | 2000, 2002  |

## Enkel- en dubbelspeltitel in één jaar
| speelster    | in het jaar |
| ------------ | ----------- |
| Monica Seles | 1997, 1998  |

## Finales

### Enkelspel
| Datum      | Naam                | ($)     | Winnares          | Verliezend finaliste    | Uitslag       |         |
| ---------- | ------------------- | ------- | ----------------- | ----------------------- | ------------- | ------- |
| 1997-09-15 | Toyota Princess Cup | 450.000 | Monica Seles      | Arantxa Sánchez Vicario | 6-1, 3-6, 7-6 | details |
| 1998-09-21 | Toyota Princess Cup | 450.000 | Monica Seles      | Arantxa Sánchez Vicario | 4-6, 6-3, 6-4 | details |
| 1999-09-20 | Toyota Princess Cup | 520.000 | Lindsay Davenport | Monica Seles            | 7-5, 7-6      | details |
| 2000-10-02 | Toyota Princess Cup | 535.000 | Serena Williams   | Julie Halard-Decugis    | 7-5, 6-1      | details |
| 2001-09-17 | Toyota Princess Cup | 565.000 | Jelena Dokić      | Arantxa Sánchez Vicario | 6-4, 6-2      | details |
| 2002-09-16 | Toyota Princess Cup | 585.000 | Serena Williams   | Kim Clijsters           | 2-6, 6-3, 6-3 | details |

### Dubbelspel
| Datum      | Naam                | ($)     | Winnaressen                                  | Verliezend finalistes                      | Uitslag       |         |
| ---------- | ------------------- | ------- | -------------------------------------------- | ------------------------------------------ | ------------- | ------- |
| 1997-09-15 | Toyota Princess Cup | 450.000 | Monica Seles Ai Sugiyama                     | Julie Halard-Decugis Chanda Rubin          | 6-1, 6-0      | details |
| 1998-09-21 | Toyota Princess Cup | 450.000 | Anna Koernikova Monica Seles                 | Mary Joe Fernandez Arantxa Sánchez Vicario | 6-4, 6-4      | details |
| 1999-09-20 | Toyota Princess Cup | 520.000 | Conchita Martínez Patricia Tarabini          | Amanda Coetzer Jelena Dokić                | 6-7, 6-4, 6-2 | details |
| 2000-10-02 | Toyota Princess Cup | 535.000 | Julie Halard-Decugis Ai Sugiyama             | Nana Miyagi Paola Suárez                   | 6-0, 6-2      | details |
| 2001-09-17 | Toyota Princess Cup | 565.000 | Cara Black Liezel Huber                      | Kim Clijsters Ai Sugiyama                  | 6-1, 6-3      | details |
| 2002-09-16 | Toyota Princess Cup | 585.000 | Svetlana Koeznetsova Arantxa Sánchez Vicario | Petra Mandula Patricia Wartusch            | 6-2, 6-4      | details |